# Michio Yasuda
Michio Yasuda (保田 道夫 Yasuda Michio?,  nacido el 10 de noviembre de 1949) es un exfutbolista japonés que se desempeñaba como guardameta.
En 1979, Yasuda jugó para la Selección de fútbol de Japón.

## Trayectoria

### Clubes
| Club         | País  | Año         |
| ------------ | ----- | ----------- |
| Nippon Steel | Japón | 1972 - 1980 |

### Selección nacional
| Selección | País  | Año  |
| --------- | ----- | ---- |
| Absoluta  | Japón | 1979 |

## Estadística de equipo nacional
| Selección de Japón | Selección de Japón | Selección de Japón |
| Año                | Part.              | Goles              |
| ------------------ | ------------------ | ------------------ |
| 1979               | 1                  | 0                  |
| Total              | 1                  | 0                  |